# Pseudoleucopis franki
Pseudoleucopis franki är en tvåvingeart som beskrevs av Tanasijtshuk 1996. Pseudoleucopis franki ingår i släktet Pseudoleucopis och familjen markflugor. Inga underarter finns listade i Catalogue of Life.